# كأس السوبر الفلسطيني لقطاع غزة 2019
كأس السوبر الفلسطيني للمحافظات الجنوبية 2019 هي النسخة الثامنة من كأس السوبر الفلسطيني للمحافظات الجنوبية (غزة) وكانت بين بطل دوري غزة و كأس غزة نادي خدمات رفح وصيف كأس غزة نادي اتحاد الشجاعية.

## طرفي البطولة
| الفريق         | الوصول                                                                              | المحافظة | وصول سابق (غليظ يشير بطل تلك البطولة) |
| -------------- | ----------------------------------------------------------------------------------- | -------- | ------------------------------------- |
| خدمات رفح      | بطل الدوري الفلسطيني الممتاز لقطاع غزة 2018–19 ، كأس فلسطين لأندية قطاع غزة 2018–19 | رفح      | 3 (2000 ، 2014 ، 2016)                |
| اتحاد الشجاعية | وصيف كأس فلسطين لأندية قطاع غزة 2018–19                                             | شمال غزة | 2 (2000 ، 2015)                       |

## المباراة
| خدمات رفح         | 1 – 1 | اتحاد الشجاعية      |
| ----------------- | ----- | ------------------- |
| يسار الصباحين 71' |       | علاء عطية 75' (ض.ج) |
| ركلات الترجيح     |       |                     |
|                   | 3 – 4 |                     |